# Gliese 357 b
Gliese 357 b (GJ 357 b) è un esopianeta di tipo terrestre, in orbita attorno alla stella Gliese 357, a circa 30,8 al dal Sole, nella costellazione dell'Idra.
È stato scoperto nel 2019, con il metodo dei transiti grazie ad osservazioni condotte con il telescopio spaziale statunitense TESS.

## Caratteristiche
Il pianeta orbita attorno alla stella in poco meno di 4 giorni, ad una distanza pari a circa 0,033 volte quella della Terra dal Sole, ovvero circa 13 volte quella che separa la Terra dalla Luna. È un pianeta roccioso, con una massa quasi doppia di quella della Terra e diametro pari a 1,2 volte quello terrestre. Ha una densità media confrontabile con quella di Mercurio e una temperatura di equilibrio stimata in 525 K (252 °C; 485 °F). Il pianeta riceve 13 volte l'irradiazione che la Terra riceve dal Sole. Conseguentemente, non si ritiene sia adatto ad ospitare vita.
All'anno della scoperta, è il terzo esopianeta transiente per vicinanza alla Terra e, come tale, potenziale obiettivo di future campagne osservative.